# Dichagyris devota
Dichagyris devota là một loài bướm đêm thuộc họ Noctuidae. Chúng phân bố rộng từ Turkmenistan, Afghanistan, phía bắc Pakistan, Iran, Armenia, đông nam Thổ Nhĩ Kỳ, Israel, Jordan tới phần phía bắc của Ả Rập Xê Út.
Con trưởng thành bay từ tháng 2 đến tháng 4 ở các khu vực khô cằn và từ tháng 6 đến tháng 10 trên Cao nguyên Golan. Có một lứa một năm.